# 平滑洼瓣花
平滑洼瓣花（学名：Lloydia flavonutans）为百合科洼瓣花属下的一个种。

## 扩展阅读
- 維基物種上的相關：平滑洼瓣花